# Sultanija Rumejsa
Sultanija Rumejsa (tur. Rumeysa Sultan; 1516—1555/1604) bila je kći Kapudan paše i supruga princa Mustafe. Imala je sina princa Mehmeta koji je pogubljen kao dečak jer je sultan Sulejman I mislio da će dici pobunu kad poraste. Sultanija je prvo radila za zaštitu princa Mustafe a kasnije se i jako zaljubila u njega.

## Spoljašnje veze
- Архивирано на веб-сајту  (19. децембар 2013)